# Doyet
Doyet ist eine französische Gemeinde mit 1.129 Einwohnern (Stand: 1. Januar 2022) im Département Allier in der Region Auvergne-Rhône-Alpes; sie gehört zum Arrondissement Montluçon und zum Kanton Commentry.

## Lage
Die Gemeinde Doyet liegt in der Landschaft Bocage Bourbonnais, rund 14 Kilometer östlich von Montluçon. An der westlichen Gemeindegrenze verläuft der Fluss Œil, im Osten der Voirat. Nachbargemeinden von Doyet sind Deneuille-les-Mines im Norden, Villefranche-d’Allier im Nordosten, Bézenet im Osten, Montvicq im Süden, Malicorne im Süden und Südwesten, Chamblet im Südwesten und Westen sowie Saint-Angel im Westen. Durch die Gemeinde führt die Autoroute A71.

## Bevölkerungsentwicklung
| Jahr      | 1962 | 1968 | 1975 | 1982 | 1990 | 1999 | 2006 | 2013 | 2022 |
| Einwohner | 1426 | 1404 | 1278 | 1191 | 1203 | 1164 | 1221 | 1224 | 1129 |

## Sehenswürdigkeiten
- Kirche Saint-Pierre, 1775 erbaut
- Brücke und Mühle
- Schloss La Souche im 13. Jahrhundert erbaut, im 15. Jahrhundert umgebaut
- Schloss Ancinet
- Schloss Bord aus dem 13./14. Jahrhundert
- Schloss Chassignolle
- Schloss Bord
- Wasserturm

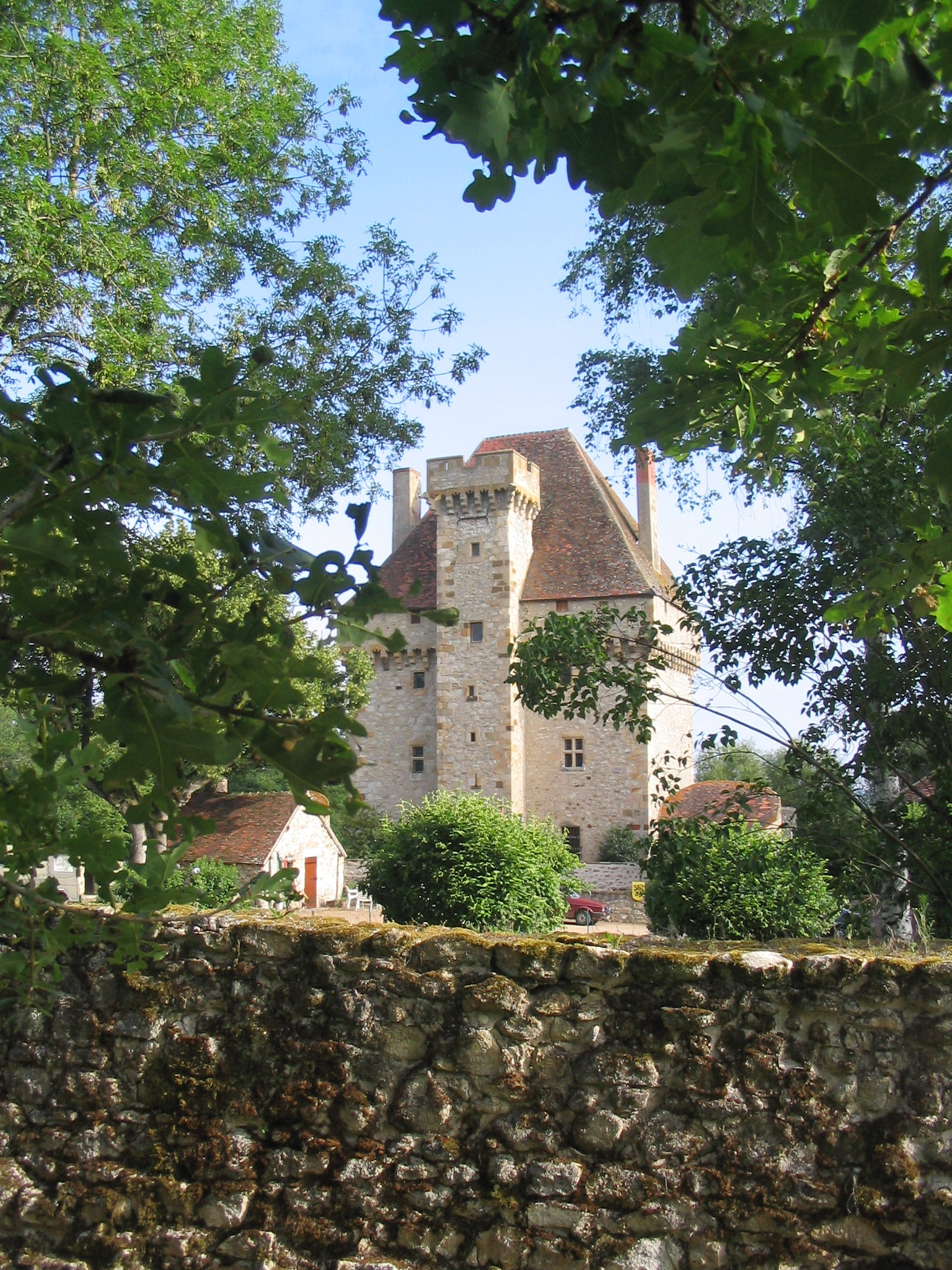
Schloss La Souche
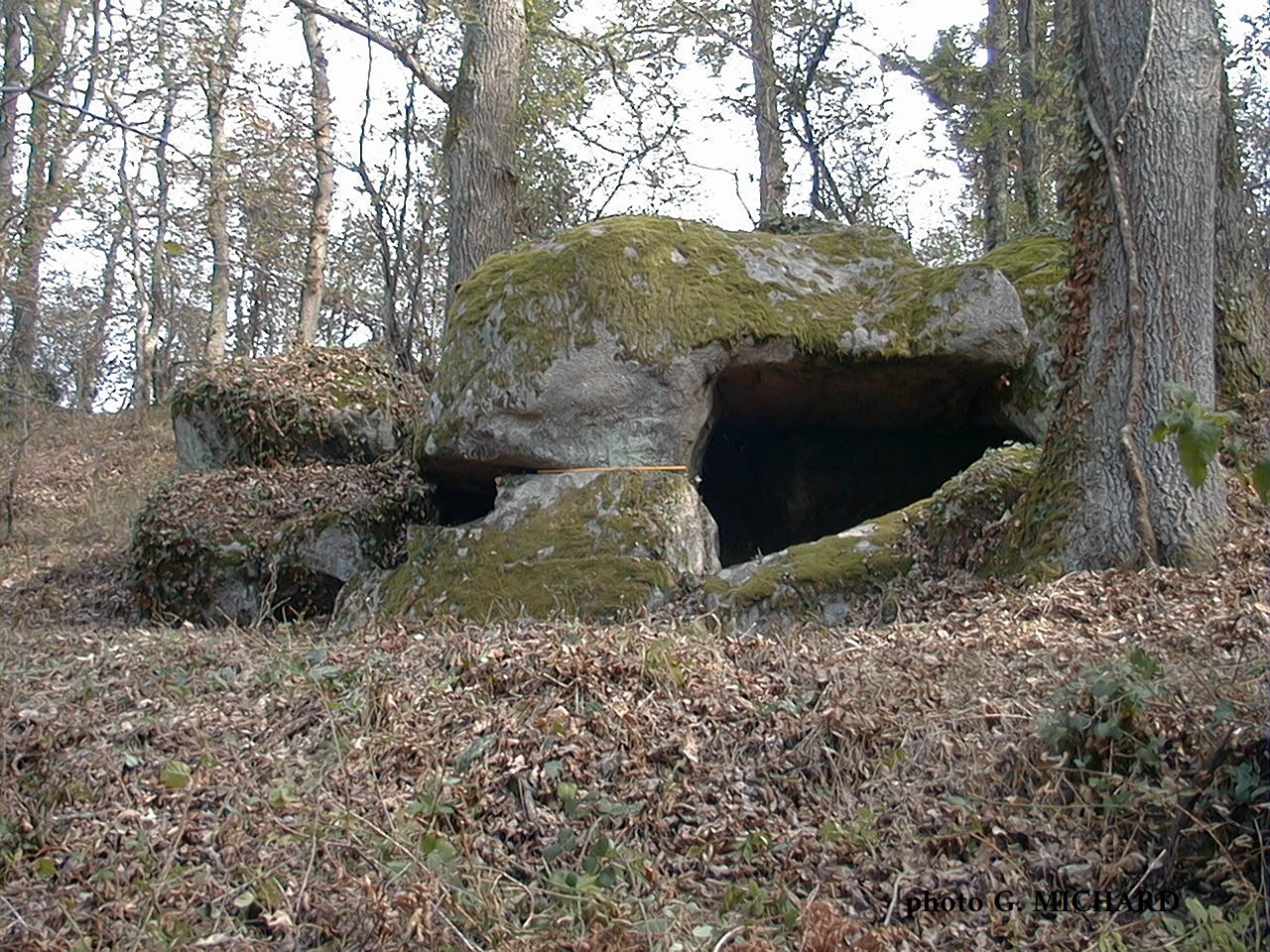
Gangdolmen Cabane du Loup
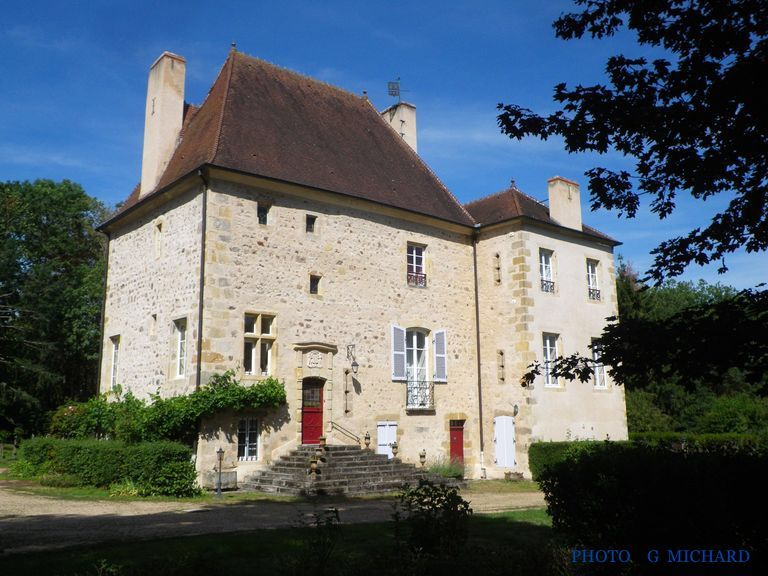
Schloss Chassignole
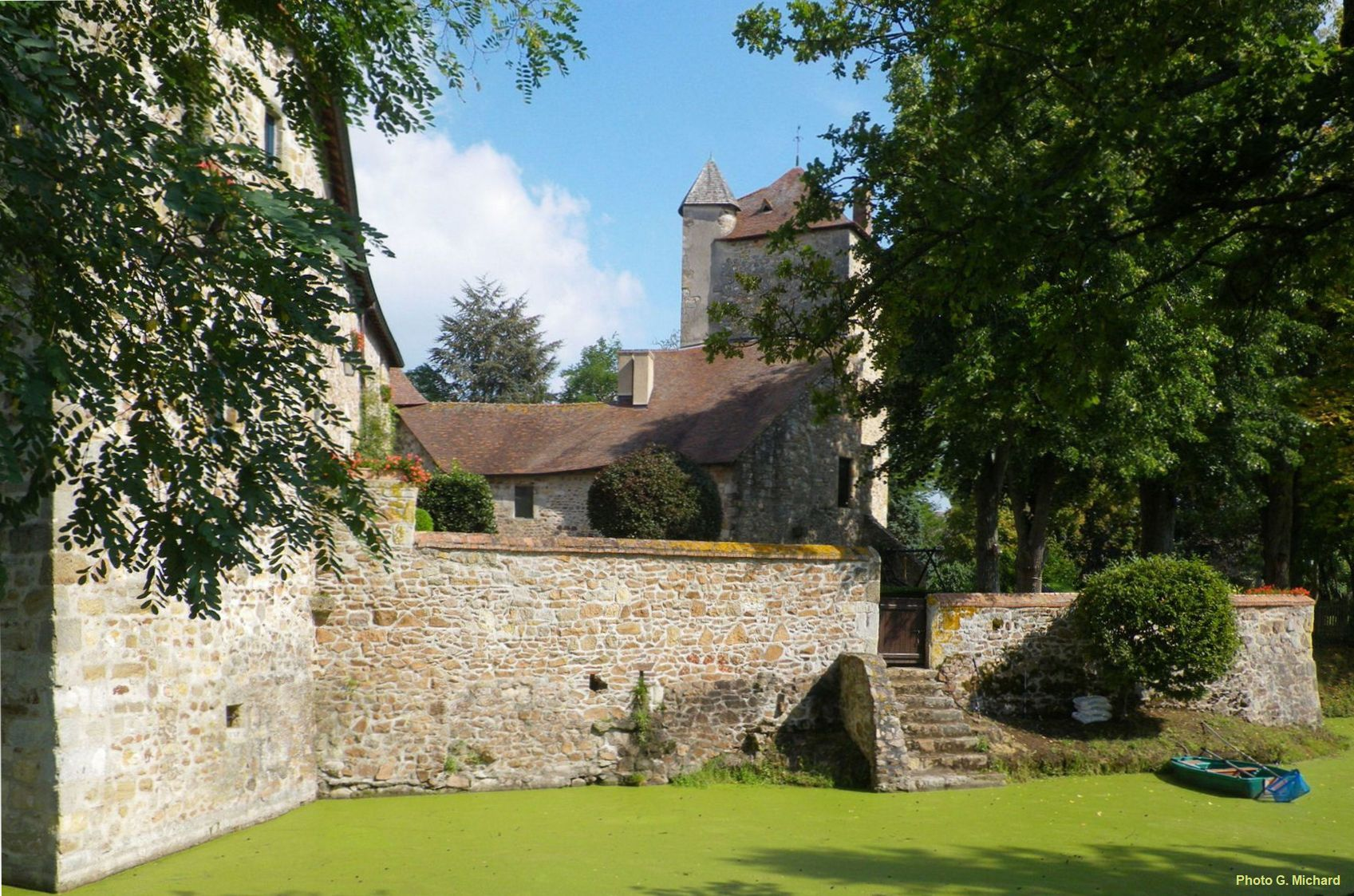
Schloss Bord

## Persönlichkeiten
- Amable de Courtais (1790–1877), Mitglied der Nationalversammlung
- Alexandre Caillot (1861–1957), Bischof von Grenoble (1917–1957)